# Systropus nandinus
Systropus nandinus är en tvåvingeart som beskrevs av Wray Merrill Bowden 1967. Systropus nandinus ingår i släktet Systropus och familjen svävflugor.
Artens utbredningsområde är Kenya. Inga underarter finns listade i Catalogue of Life.